# John Locke (tastierista)
John Locke (Los Angeles, 25 settembre 1943 – Ojai, 4 agosto 2006) è stato un tastierista statunitense, conosciuto per essere  stato uno dei membri dei Nazareth.

## Biografia
Locke è nato a Los Angeles, California. Suo padre era un violinista classico e sua madre cantava opere ed era una compositrice. Nel 1967 formò i Red Roosters con il chitarrista Randy California. Un anno dopo cambiarono il nome in Spirit e firmarono un contratto con la Ode Records per quattro album. Rimase coinvolto con la band durante la maggior parte della sua carriera. 
Morì a Ojai, in California.

## Discografia

### Solista
- 2008 - New Folk Routes
- 2021 - New Son of America

### Con i Nazareth
- 1983 - Sound Elixir
- 1984 - The Catch
- 1986 - Cinema
- 1989 - Snakes 'n' Ladders

### Spirit
- 1968 – Spirit
- 1968 – The Family That Plays Together
- 1969 – Clear
- 1970 – Twelve Dreams of Dr. Sardonicus
- 1972 – Feedback
- 1976 – Farther Along
- 1977 – Future Games: A Magical-Kahauna Dream
- 1981 – Potatoland